# Винтовка Мондрагона
Винтовка Мондрагона (исп. Fusil Mondragón) — одна из первых в мире самозарядных винтовок, разработанная в Мексике генералом Мануэлем Мондрагоном.

## Исторические данные
Разработка винтовки Мондрагоном была начата в 1882 году, а запатентована им была в 1887 году. Это была винтовка с продольно-скользящим затвором, перезаряжалась вручную. Затем им было разработано ещё несколько неавтоматических образцов винтовок. Наконец, 16 февраля 1903 года он подал патентную заявку на «многозарядную магазинную винтовку, перезаряжаемую произвольно вручную или автоматически», а 8 августа 1904 года им была запатентована самозарядная винтовка с полным набором чертежей. 26 января 1911 года он подал патентную заявку на усовершенствованный образец своей самозарядной винтовки.
Первоначально винтовка была разработана под экспериментальный малокалиберный патрон большой мощности 5,2 × 68 майора Эдуарда Рубина. В 1900 году Мондрагон перешёл на патроны 7 × 57 мм, состоявшие на вооружении мексиканской армии, и к 1907 году разработал вполне совершенную для своего времени самозарядную винтовку, которую назвал в честь президента Мексики П. Диаса.
Винтовка испытывалась в 1903 году в Великобритании и России. Закупок по результатам испытаний не было. Поскольку в самой Мексике оружейная промышленность практически отсутствовала, производство винтовок было передано швейцарской фирме SIG, у которой мексиканская армия их приобретала. Но в 1911 году закупки прекратились, в Мексике началась революция. После этого фирма SIG очень дёшево продала партию в 3 тысячи винтовок Германии. Эти винтовки были поставлены на вооружение пехоты Германии как ручные пулемёты, для чего были разработаны барабанные магазины на 30 патронов. Во время Первой мировой войны эти винтовки под названием «Fliegerselbstladekarabiner Model 1915» (FSK.15) — лёгкий авиационный карабин образца 1915 года выдавались экипажам немецких разведывательных самолётов, дирижаблей и аэростатов. В Мексике же винтовка прослужила до начала 1950-х годов.

## Описание
Винтовка использует привычную в наше время, но необычную в конце XIX века, автоматику с отводом пороховых газов и поворотным затвором.
Автоматика винтовки работает на принципе отвода пороховыми газами газового поршня, который выбрасывает стреляную гильзу и сжимает возвратную пружину. На обратном движении с помощью возвратной пружины патрон извлекается из магазина и подаётся в патронник. Ствол запирается поворотом цилиндрического затвора.

## Страны-эксплуатанты
- Мексика
- Австро-Венгрия
- Бразилия
- Чили
- Французское Государство
- Германская империя
- Веймарская республика
- Нацистская Германия
- Республика Корея
- Япония
- Перу
- Китайская Республика
- Китай
- Вьетнам